# Hortonom
En hortonom (cand. hort.; havebrugskandidat) er uddannet indenfor havebrug, gartneri, frugtavl og planteskoledrift, og beskæftiger sig med al videnskab der vedrører dyrkede planter indenfor disse områder. Hortonomer er havebrugskandidater og uddannes på Det Natur- og Biovidenskabelige Fakultet på Frederiksberg. De bærer titlen cand.hort. (candidata/candidatus hortonomiæ). Havebrugsuddannelsen blev grundlagt på Den Kongelige Veterinær- og Landbohøjskole i 1863.
Hortonomer kan være beskæftiget inden for gartnerierhvervet med udvikling, forskning og rådgivning eller som undervisere.
En hortonom kan også være ansat i den offentlige såvel som den private sektor og arbejde med ting som planteforædling og gensplejsning. Udviklingen af sundere planter og af miljøvenlige prouktionsmetoder har stigende vægt ved ansættelse af hortonomer.
Til undervisningen i botanik, havebrugsfag mv. anvendes den meget store plantesamling i Det Biovidenskabelige Fakultets Have på Frederiksberg, hvortil der også er offentlig adgang. Endvidere råder Det Biovidenskabelige Fakultet over Pometet (en samling af frugttræer) på fakultetets forsøgsgårde i Tåstrup, den anvendes tillige i undervisningen i visse fag.

## Note
| Botanik | Spire Denne botanikartikel er en spire som bør udbygges. Du er velkommen til at hjælpe Wikipedia ved at udvide den. |